# روس اوییشن
روس اوییشن (به انگلیسی: RUS Aviation) یک شرکت هواپیمایی با کد یاتا R4 است که در تاریخ ۱۹۹۹ میلادی تأسیس شده است. دفتر مرکزی روس اوییشن در شارجه، امارات متحده عربی واقع شده‌است و قطب این شرکت هواپیمایی در فرودگاه بین‌المللی شارجه قرار دارد و به ۹ مقصد، پرواز انجام می‌دهد.